# Антонювка (Белхатовський повіт)
Антонювка (пол. Antoniówka) — село в Польщі, у гміні Клещув Белхатовського повіту Лодзинського воєводства.
Населення — 218 осіб (2011).
У 1975—1998 роках село належало до Пйотрковського воєводства.

## Демографія
Демографічна структура станом на 31 березня 2011 року:
|          | Загалом | Допрацездатний вік | Працездатний вік | Постпрацездатний вік |
| -------- | ------- | ------------------ | ---------------- | -------------------- |
| Чоловіки | 109     | 37                 | 62               | 10                   |
| Жінки    | 109     | 28                 | 60               | 21                   |
| Разом    | 218     | 65                 | 122              | 31                   |